# 漢斯·利普奇斯
漢斯·利普奇斯（Hans Lipschis，1919年11月7日—2016年6月16日），本名安塔那斯·利普奇斯（Antanas Lipšys），生於立陶宛克雷廷加，前納粹黨武裝黨衛隊成員，在二次世界大戰期間，曾在奧斯威辛集中營工作。西蒙·維森塔爾中心的資料，顯示他曾擔任集中營警衛，曾協助犯下殺人罪行，將他列為納綷通緝犯追緝名單中的第四名。

## 生平
漢斯·利普奇斯生於立陶宛的基督新教家庭中，二次大戰期間加入武裝黨衛隊，曾在東線戰場作戰。
1956年搬到美國芝加哥。1983年，因隱藏納綷身份，遭美國驅逐出境。他回到德國，居住在阿倫（Aalen）。
2013年，漢斯·利普奇斯在德國南部遭到逮捕。西蒙·維森塔爾中心指控，在1941年10月到1945年之間，他在奧斯威辛集中營中，參與了納粹黨謀殺無辜平民，特別是大規模猶太人屠殺工作。但是漢斯·利普奇斯宣稱他只是廚師，與武裝黨衛隊成員一起工作，但並沒有參與相關行動，也不曉得毒氣室存在。
9月26日，德國檢方起訴漢斯·利普奇斯，認為根據資料，在集中營時期，他是一名警衛，且當猶太人被送到集中營時，嫌犯確實有當班。